# Zlatni puzavac
Zlatni puzavac (đavolji bršljan, zlatni scindapsus; lat. Epipremnum aureum), biljka penjačica i ukrasna puzavica iz porodice kozlačevki. Raširena je po suptropskoj i tropskoj Aziji, zapadnom Pacifiku i Australiji. U prirodi može narasti preko 20 metara, dok kao sobna biljka naraste do dva metra. Ovalnih je i srcolikih listova 
U kućnom uzgoju nema mnogo zahtjeva, osim što loše podnosi izravnu izloženost sunčevoj svjetlosti i potpunu tamu. Potrebno ju je zalijevati, presađivati (kako raste) i gnojiti. U zatvorenom prostoru smanjuje koncentraciju štetnih tvari, a preuzima i formaldehid kojega čini bezopasnim Zlatni puzavac sadržava otrovni sok, pa ga treba držati podalje od kućnih ljubimaca i djece. 
- E. aureum
- E. aureum

## Sinonimi
- Epipremnum mooreense Nadeaud
- Pothos aureus Linden & André
- Rhaphidophora aurea (Linden & André) Birdsey
- Scindapsus aureus (Linden & André) Engl.

## Vanjske poveznice
- Zlatni puzavac (Epipremnum Aureum) njega i održavanje
- Epipremnum aureum